# Karl-Heinz Becker (pilot)
Karl-Heinz Becker – niemiecki as myśliwski z okresu II wojny światowej. Odniósł 7 zwycięstw powietrznych latając odrzutowym myśliwcem Messerschmitt Me 262.
Becker wraz z załogantem zestrzelił sześć samolotów Mosquito w ciągu dwóch tygodni, dwa z nich w odstępie trzech minut nocą 23 marca 1945.